# Rafał Zając
Rafał Marek Zając (ur. 24 marca 1975 w Szczecinie) – polski samorządowiec, w latach 2006–2017 wiceprezydent, a od 2017 prezydent Stargardu.

## Życiorys
Syn Zygmunta i Marianny. Jest absolwentem I Liceum Ogólnokształcącego im. Adama Mickiewicza w Stargardzie oraz Wydziału Prawa i Administracji Uniwersytetu Szczecińskiego. Skończył też studia podyplomowe z zakresu organizacji pomocy społecznej i pracy socjalnej na Uniwersytecie im. Adama Mickiewicza w Poznaniu. W 2001 został naczelnikiem wydziału spraw społecznych w stargardzkim magistracie, od 2006 pełnił funkcję zastępcy prezydenta miasta u boku Sławomira Pajora.
W wyborach w 2010 uzyskał mandat stargardzkiego radnego miejskiego z listy komitetu Sławomira Pajora, a w 2014 został wybrany na radnego sejmiku zachodniopomorskiego z listy Platformy Obywatelskiej. Nie zasiadł jednak w tych organach w związku z zakazem łączenia funkcji.
Po śmierci Sławomira Pajora w styczniu 2017 ogłosił zamiar ubiegania się o stanowisko prezydenta. Poparcia udzieliły mu stowarzyszenie Stargard XXI, Liga Powiatu Stargardzkiego, Nowoczesna i NSZZ „Solidarność” Pomorze Zachodnie, przy czym startował jako kandydat niezależny. W przeprowadzonych 9 kwietnia 2017 wyborach uzupełniających Rafał Zając otrzymał w pierwszej turze 87,6% poparcia (22 694 głosy), podczas gdy Ireneusz Rogowski z PiS – 10,7%, a Zofia Ławrynowicz z PO – 1,7%. Tym samym został wybrany na stanowisko prezydenta w pierwszej turze. Urząd objął po zaprzysiężeniu 14 kwietnia 2017.
W wyborach w 2018 uzyskał reelekcję również w pierwszej turze głosowania, otrzymując 82,4% głosów. W wyborach w 2024 został ponownie wybrany na urząd prezydenta miasta z wynikiem 84,5% głosów (był jedynym kandydatem na to stanowisko).

## Odznaczenia i wyróżnienia
- Odznaka Honorowa za Zasługi dla Samorządu Terytorialnego (2021)[13]
- Krzyż Niepodległości z Gwiazdą I klasy przyznawany przez NSZZ Policjantów (2020)[14][15]